# Phreatoicopsis raffae
Phreatoicopsis raffae là một loài chân đều trong họ Phreatoicopsidae. Loài này được Wilson & Keable miêu tả khoa học năm 2002.